# Nicholas West
Nicholas West (ur. 9 października 1991 w Yorba Linda) – amerykański siatkarz, grający na pozycji środkowego. Od sezonu 2018/2019 występuje w niemieckiej Bundeslidze, w drużynie TSV Herrsching.